# 1965년 선거권법 수정안

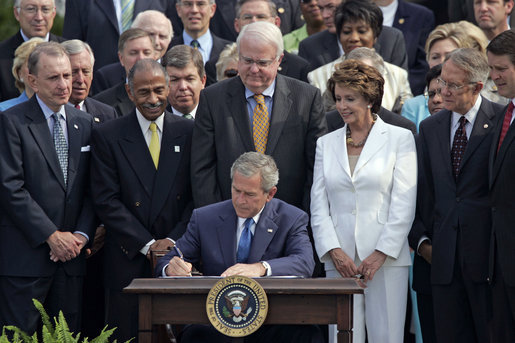
대통령 조지 W. 부시가 2006년 7월에 이 법에 대한 수정안에 서명하고 있다.

미국 의회는 1970년, 1975년, 1982년, 1992년, 2006년에 1965년 선거권법에 대한 주요 수정안을 제정했다. 이 각각의 수정안은 1970년까지 만료될 예정이었던 법의 일부 특별 조항의 임박한 만료와 동시에 이루어졌다. 그러나 법에도 불구하고 계속되는 투표 차별을 인정하여 의회는 특별 조항을 재승인하기 위해 법을 반복적으로 수정했다.:6–8:209–210
1992년 수정안을 제외한 이 각각의 수정안에서 의회는 사전 승인 요건과 같이 적용 공식과 연결된 특별 조항을 연장했다. 이 조항들은 1970년에 5년, 1975년에 7년, 1982년과 2006년에 각각 25년 연장되었다. 1970년과 1975년에 의회는 적용 공식을 확장하여 새로운 1968년 및 1972년 발동 날짜를 추가했다. 1975년에는 "테스트 또는 장치"의 의미를 확장하여, 해당 관할권의 투표 연령 시민의 5% 이상을 차지하는 단일 언어 소수 집단이 있는 경우, 투표 용지와 같은 영어 전용 선거 정보를 제공하는 모든 관할권을 포함하도록 적용 범위가 더욱 확대되었다. 이러한 확장은 남부 이외 지역을 포함한 수많은 관할권을 적용 범위에 포함시켰다. 재승인된 특별 조항의 부담을 덜기 위해 의회는 1982년에 베일아웃 절차를 완화하여, 적용 대상 관할권이 보호받는 소수자들의 투표권을 옹호하고 소수자들의 정치 참여를 확대하기 위한 적극적인 조치를 취함으로써 적용 범위에서 벗어날 수 있도록 했다.:523
의회는 특별 조항을 재승인하고 적용 범위를 확장하는 것 외에도 법에 여러 다른 조항을 수정하고 추가했다. 예를 들어, 의회는 1970년에 "테스트 또는 장치"에 대한 원래의 금지 조항을 전국적으로 확대 적용했으며, 1975년에는 이 금지 조항을 영구화했다.:6–9 별도로 1975년에 의회는 언어 소수자를 투표 차별로부터 보호하기 위해 법의 범위를 확장했다. 의회는 "언어 소수자"를 "아메리카 원주민, 아시아계 미국인, 알래스카 원주민 또는 스페인 혈통의 사람"으로 정의했다. 의회는 섹션 5 사전 승인 요건 및 섹션 2 차별적 투표법에 대한 일반적인 금지 조항과 같은 다양한 조항을 수정하여 언어 소수자에 대한 차별을 금지했다.:199
의회는 또한 섹션 203에 이중 언어 선거 요건을 제정했는데, 이는 영어를 모르는 언어 소수자가 많은 특정 관할 지역의 선거 관리관이 해당 언어 소수 집단의 언어로 투표 용지와 투표 정보를 제공하도록 요구한다. 원래 10년 후 만료될 예정이었던 섹션 203은 1982년에 7년, 1992년에 확장 및 15년, 2006년에 25년 재승인되었다.:19–21, 25, 49 이중 언어 선거 요건은 논란의 여지가 있었는데, 찬성론자들은 최근 귀화한 시민들이 투표권을 행사할 수 있도록 이중 언어 지원이 필요하다고 주장했고, 반대론자들은 이중 언어 선거 요건이 비용이 많이 드는 재원 미지원 의무를 구성한다고 주장했다.:26
몇몇 수정안은 의회가 동의하지 않는 사법부 판결에 대한 응답이었다. 1982년, 의회는 섹션 2의 차별적 투표법에 대한 일반적인 금지 조항을 수정하여, 섹션 2가 오직 의도적인 차별만을 금지한다고 판결한 모바일 대 볼든 (1980) 대법원 사건을 뒤집었다. 의회는 섹션 2를 확장하여, 해당 관행이 차별적인 목적으로 제정되거나 운영되었는지 여부와 관계없이 차별적인 효과를 가진 모든 투표 관행을 명시적으로 금지했다. 이러한 "결과 테스트"의 도입으로 선거권법에 따라 제기된 소송의 대부분이 섹션 5 위반 주장보다 섹션 2 위반 주장으로 전환되었다.:644–645 2006년, 의회는 두 가지 대법원 판례를 뒤집기 위해 법을 수정했다: 리노 대 보시어 패리시 학군 교육위원회 (2000), 이는 섹션 5를 차별적인 목적으로 제정되거나 유지된 투표 변경을 금지하는 것으로 해석했는데, 모든 차별적 목적 대신 "퇴보적" 차별적 목적에 한정했다. 그리고 조지아 대 애쉬크로프트 (2003), 이는 소수 집단이 선호하는 후보를 선출할 수 있는지 여부만을 평가하는 것보다 섹션 5에 따라 재구획 계획이 허용되지 않는 효과를 가졌는지 여부를 판단하기 위한 더 광범위한 테스트를 확립했다.:207–208
2013년 대법원 판례인 셸비 카운티 대 홀더가 현재의 적용 공식을 위헌으로 판결한 것에 대한 대응으로, 여러 수정 법안이 제안되었지만 모두 진전 없이 실패했다.

## 1970
1970년 법의 특별 조항 만료가 임박함에 따라 의회는 법이 수정되고 특별 조항이 재승인되어야 하는지에 대한 광범위한 청문회를 개최했다. 의회는 법에도 불구하고 투표에서 차별이 계속되고 있으며 섹션 5 사전 승인 요건이 제정 이후 최소한으로만 시행되었다는 점에 주목했다. 1965년에서 1970년 사이에 적용 대상 관할권은 단 578건의 사전 승인 제출만을 했다. 궁극적으로 의회는 1965년 이후 투표에서의 인종 차별을 줄이는 데 상당한 진전이 있었지만, 특별 조항 연장을 정당화할 만큼 충분한 차별이 존재한다고 판단했다.:6−8
법으로 인해 남부 백인 유권자들이 민주당에서 이탈하는 것을 정치적으로 이용하려 했던 리처드 닉슨 행정부는 법을 재승인하되 약화시키려 했다. 존 N. 미첼 법무장관은 "테스트 또는 장치"에 대한 금지 조치를 전국적으로 확대하고 적용 공식과 사전 승인 요건을 모두 폐지하는 3년 연장 수정안을 제안했다. 자유주의자들의 반대와 남부 민주당원 및 중서부 공화당원들의 지지를 받은 이 제안은 처음에 하원에서 통과되었지만,:204–205 상원에서 거부되어 상원 자체의 타협안이 마련되었다. 상원은 64대 12로 자체 버전을 통과시켰고, 하원은 초당적인 237대 132로 통과시켰다.:686–687 이 법안은 1970년 6월 17일 선거권법 수정안으로 제정되었다. 닉슨 대통령은 6월 22일 법으로 서명했다.:204–205, 207
이 법안을 통해 의회는 특별 조항을 5년 연장했다.:8 의회는 또한 1968년 발동 날짜를 추가하여 적용 공식을 확장했으며, 이는 남부 외부에 있는 여러 새로운 관할권을 적용 범위에 포함시켰다. 이는 원래 적용 공식이 남부 주들을 불공평하게 겨냥한다고 느꼈던 몇몇 남부 의원들을 달래기 위함이었다. 동시에, 의회는 베일아웃 조항을 수정하여, 베일아웃을 신청하는 적용 대상 관할권이 신청 전 10년 동안 차별적인 방식으로 테스트 또는 장치를 사용하지 않았음을 증명하도록 요구했다. 이는 원래의 5년 기간 요구 사항에서 증가한 것이다. 의회는 또한 테스트 또는 장치 사용 금지를 전국으로 확대했다.:6–8
의회는 또한 법에 새로운 조항들을 추가했다. 두 가지 새로운 조항은 대통령 선거만을 규제했다. 하나는 유권자 등록 및 부재자 투표에 대한 통일된 규칙을 만들었고, 다른 하나는 주가 투표 자격으로 자체 거주 요건을 적용하는 것을 금지했다.:7 베트남 전쟁에서 싸울 18세 이상 남성들의 징병에 영향을 받아, 에드워드 M. 케네디 상원의원은 의회가 18세 이상 시민들에게 연방, 주, 지역 선거에서 투표권을 보장하는 조항을 추가하도록 설득했다.:205–206 닉슨은 수정안 서명 결정을 설명하는 성명에서 이 조항이 합헌적인지에 대한 의문을 표하며, 법무장관에게 그 합헌성을 시험할 소송을 신속히 진행하도록 지시했다. 그 해 말, 대법원은 오리건 대 미첼 (1970) 판결에서, 주 선거에서 투표 연령을 낮추는 조항의 일부를 위헌으로 판결했다. 대법원은 연방 선거에서 투표 연령을 낮추는 조항의 일부만을 지지했다. 이 결정은 다음 해에 수정 헌법 제26조의 비준을 촉발시켰는데, 이는 모든 선거에서 투표 연령을 18세로 낮췄다.:60

## 1975

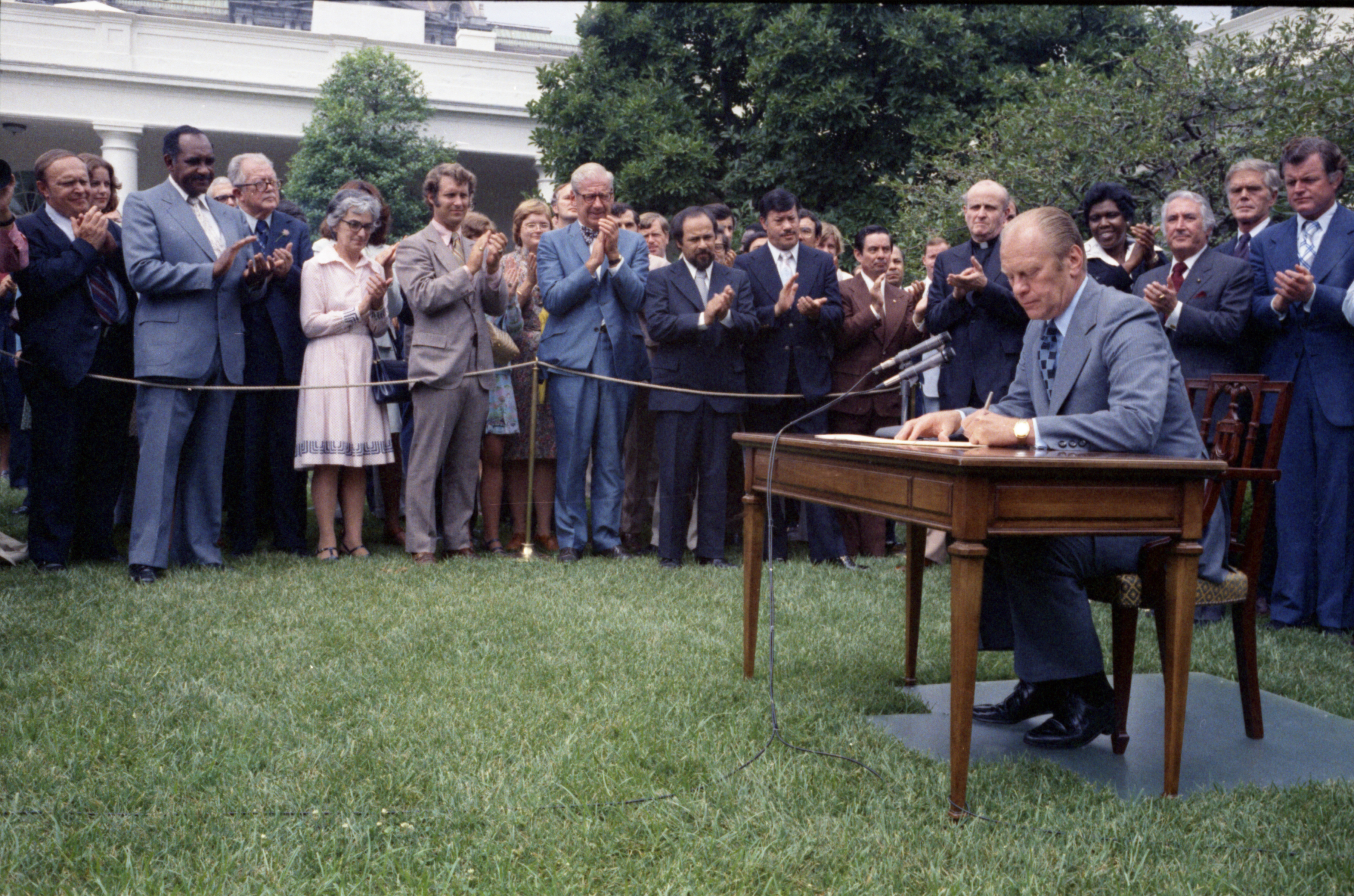
미국 대통령 제럴드 포드가 1975년 8월, 1965년 선거권법을 연장하는 H.R. 6219에 서명하고 있다.

의회는 법의 특별 조항이 다시 만료될 예정이었던 1975년에 법을 재검토했다. 이 논쟁은 법에 관한 이전 논쟁보다 덜 격렬했는데, 이는 투표에서의 지속적인 인종 차별을 해결하기 위해 법이 여전히 필요하다는 의회 내의 확장된 합의를 반영한 것이었다. 닉슨과는 달리, 닉슨의 대통령직 이후 아프리카계 미국인과의 관계 개선을 위해 노력한 제럴드 포드 행정부는 법을 약화시키지 않고 연장하는 것을 지지했다.:209–210 여러 차례의 청문회를 거쳐 의회는 법을 수정하는 법안을 통과시켰다. 상원은 77대 12로 수정안을 승인했고, 하원은 346대 56으로 승인했다.:706 포드 대통령은 1975년 8월 6일 수정안에 서명했다.:214
수정안은 법의 특별 조항을 7년 연장했다. 의회는 1980년대 재할당 과정에서 특별 조항을 다시 검토해야 하는 상황을 피하기 위해 7년을 선택했다.:624 관련하여 의회는 베일아웃 조항을 수정하여, 베일아웃을 신청하는 적용 대상 관할권이 신청 전 17년 동안 차별적인 방식으로 테스트 또는 장치를 사용하지 않았음을 증명하도록 요구했다.:1349 의회는 또한 1972년에 새로운 날짜를 발동 날짜로 추가하여 적용 공식을 확장했으며, 이는 더 많은 관할권을 적용 범위에 포함시켰다. 또한 의회는 테스트 또는 장치에 대한 전국적인 금지를 영구화했다.:9
1975년 수정안은 또한 전통적으로 법의 보호 범위 밖에 있던 소수 집단의 투표권을 확장했다. 히스패닉, 아시아계 미국인, 알래스카 원주민, 아메리카 원주민의 이해관계를 대변하는 시민권 단체들은 의회 앞에서 그러한 집단이 종종 차별적인 투표 관행의 피해자였으며, 특히 영어가 지배적인 언어가 아닌 지역에서 그러했다고 주장했다.:1350 의회가 투표에서의 언어 차별에 대한 증언을 들은 후, 바버라 조던 (민주-텍사스) 하원의원은 언어 소수자를 보호하기 위해 법을 수정하는 노력을 성공적으로 이끌었다.:211 구체적으로 의회는 "테스트 또는 장치"의 정의를 수정하여, 단일 언어 소수 집단이 투표 연령 인구의 5% 이상을 차지하는 관할권에서 투표 용지 및 투표 정보를 오직 영어로만 제공하도록 요구하는 법을 금지했다. 이는 결과적으로 의회가 포함시키고자 했던 텍사스주와 같은 주들을 포함하도록 적용 공식을 확장했다. 의회는 또한 이중 언어 선거 요건을 제정했는데, 이는 특정 관할권의 선거 관리관이 언어 소수 집단의 언어로 투표 용지 및 투표 정보를 제공하도록 요구한다.:57, 521

## 1982

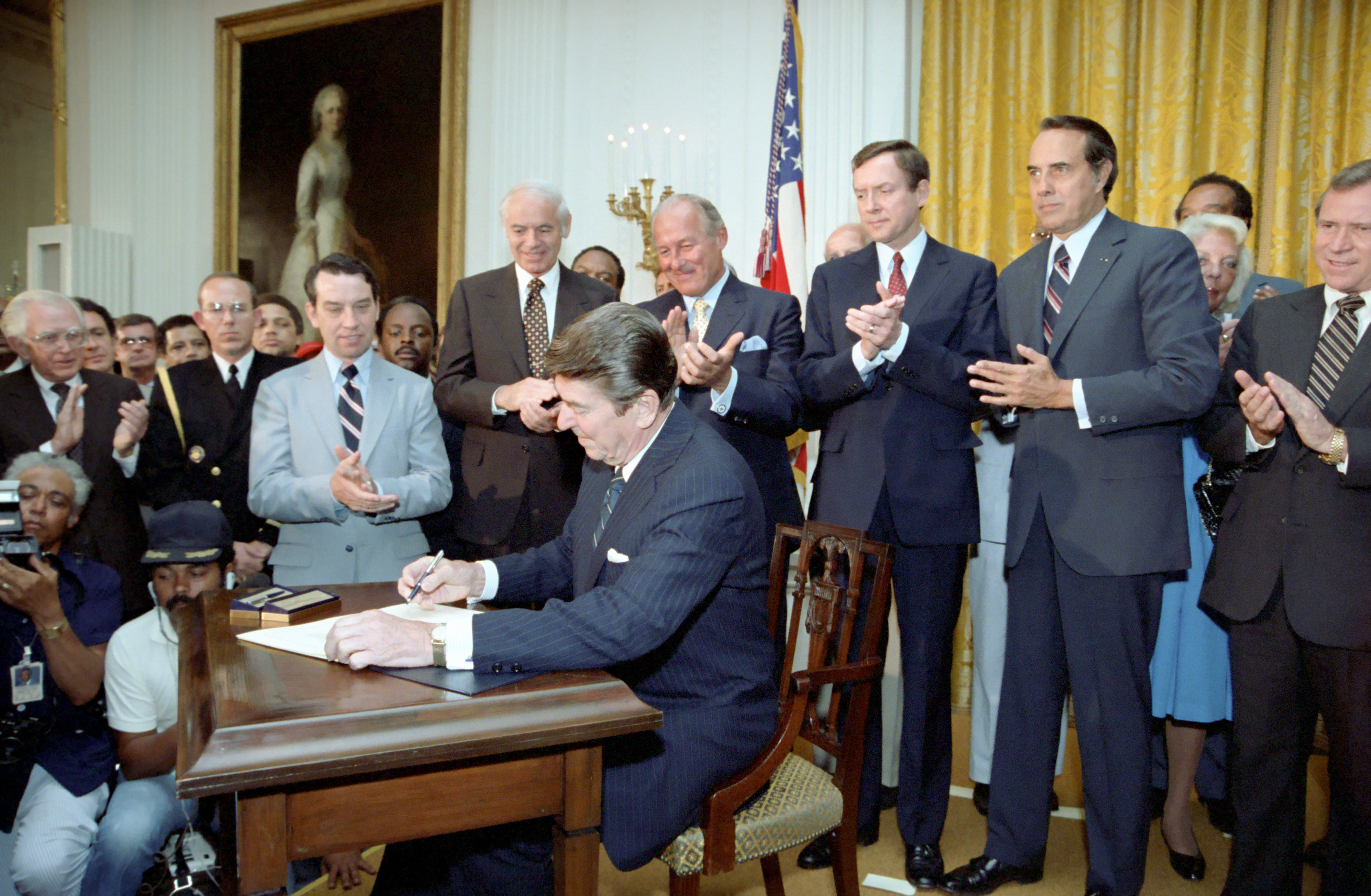
미국 대통령 로널드 레이건이 1982년 6월에 법 수정안에 서명하고 있다.

특별 조항의 만료가 다시 임박하자 의회는 1982년에 법을 재검토했다. 시민 및 인권 지도자 회의 내의 단체들, 예를 들어 전미 유색인 지위 향상 협회 (NAACP)와 미국 교육 협회 (NEA)는 의회가 특별 조항을 연장하고 차별적인 투표법에 대한 법의 일반적인 금지를 확대하도록 압력을 가하기 위해 조직되었다.:1351–1353 수정안에 반대하는 의원들은 의회 외부에서 그들의 입장에 대한 지지가 거의 없었다.:1387
하원은 수정안을 가장 먼저 고려한 의회였으며,:1380 7주 동안 수정 법안에 대한 청문회를 진행했다. 이 청문회에는 100명 이상의 증인이 증언했으며, 대부분은 법의 특별 조항을 최소 10년 연장하는 것을 지지했다.:17 로널드 레이건 대통령 행정부는 법안이 하원을 통과하는 동안 논쟁에 거의 참여하지 않았다. 그러나 레이건 대통령은 적용 공식을 전국적인 사전 승인 요건으로 대체하는 것을 지지한다고 밝혔다.:1384–1385 이는 레이건 행정부가 미국 국세청이 분리된 사립 학교에 대한 면세 지위를 거부하는 것을 막으려던 시기와 거의 동시에 발생하여 레이건 행정부에 대한 큰 논란을 야기했고, 곧 레이건 행정부가 일부 반대 입장을 철회하도록 강요했다. 하원은 결국 적용 공식을 유지하고 특별 조항을 영구적으로 연장하는 법안을 통과시켰다.:1383 하원 법안 지지자들은 하원에서 얻은 추진력을 유지하고 상원에서 하원 법안의 승인을 신속히 처리하기를 희망했지만, 법안에 반대하는 상원의원들은 광범위한 위원회 청문회를 통해 법안 통과를 지연시켰다.:1383–1384 더욱이 레이건 행정부는 특별 조항의 10년 연장만을 지지한다고 발표했다.:1386 상원은 결국 적용 공식을 변경하지 않고 유지하며 특별 조항을 25년 연장하는 것에 합의했다.:1415 다만 섹션 203(c)의 이중 언어 선거 요건은 7년 연장되었다.:23 상원은 또한 베일아웃 절차를 완화하여, 적용 대상 주 또는 지방 정부가 컬럼비아 특별구 미국 지방법원에 선거권법을 준수했으며 베일아웃 요청 전 10년 동안 정치 참여 기회를 확대하기 위한 건설적인 노력을 기울였음을 증명함으로써 적용 범위에서 벗어날 수 있도록 했다.:523 베일아웃 절차는 또한 해당 지방 정부의 모 주가 적용 대상이더라도 지방 정부가 적용 범위에서 벗어날 수 있도록 수정되었다.:23
의회가 가장 집중적으로 수정하려 했던 조항은 차별적인 투표법을 일반적으로 금지하는 섹션 2였다.:1352 2년 전, 대법원은 모바일 대 볼든 (1980) 판결에서, 인종 차별적인 법률은 해당 법률이 차별적인 목적으로 제정되거나 유지된 경우에만 수정 헌법 제14조 또는 제15조를 위반한다고 판결했다. 따라서 단순히 법률이 차별적인 효과를 가졌음을 보여주는 것만으로는 헌법상 차별 주장을 제기하기에 불충분했다. 법원은 또한 섹션 2가 이러한 헌법적 기준을 반영한다고 판결했다.:60–61 이 결정은 투표권 소송에 큰 영향을 미쳤다. 시민권 변호사들은 많은 계획된 소송을 추구하지 않기로 결정했고, 법원들은 이전에 원고에게 유리하게 판결되었던 여러 판결을 뒤집었다. 이는 1982년 의회가 법을 수정하는 것을 고려할 때 의회에 큰 부담을 주었던 전국적인 분노를 촉발시켰다.:149
법 수정 여부에 대한 9일간의 상원 청문회 동안 섹션 2가 주요 초점이었다.:1389 특히 섹션 2를 수정하여 해당 법이 차별적인 목적으로 제정되거나 운영되었는지 여부와 관계없이 차별적인 효과를 가진 모든 투표법을 금지하는 "결과" 테스트를 만들 것인지 여부였다. 레이건 대통령은 그 영향이 불확실하기 때문에 결과 테스트를 만드는 것에 반대했다.:1388–1389 더욱이 오린 해치 (공화-유타) 상원의원과 같은 일부 의원들은 결과 테스트가 법원이 구제책으로 보호받는 소수 집단에 대한 비례대표제를 부과하도록 요구함으로써 미국 민주주의를 근본적으로 변화시킬 것이라는 우려를 제기했다.:1392 이러한 우려를 완화하기 위해 로버트 돌 (공화-캔자스) 상원의원은 결과 테스트가 비례대표제를 요구하지 않을 것임을 명시적으로 부인하는 법안 언어를 제안했다. 이 타협안은 상원, 하원, 레이건 행정부의 지지를 얻었다.:1414–1415 하원은 이 법안 버전을 389대 24로 통과시켰고, 상원은 85대 8로 통과시켰다.:707 레이건 대통령은 1982년 6월 29일 이 법안에 서명했다.:231 섹션 2 결과 테스트의 도입으로 선거권법에 따라 제기된 소송의 대부분이 섹션 5 위반 주장보다 섹션 2 위반 주장으로 전환되었다.:645

## 1992
1992년 섹션 203(c)의 이중 언어 선거 요건이 만료될 예정이 되자, 의회는 이를 연장하고 확대하는 법안을 고려했다. 호세 E. 세라노 (민주-뉴욕) 하원의원은 선거권 언어 지원법 1992년 법안이라는 이름으로 법안을 발의했는데, 이는 2007년에 만료될 예정인 다른 특별 조항들과 동일한 기간인 15년 동안 조항을 연장하는 것이었다. 이 법안은 또한 적용 공식과 섹션 203(c)의 이중 언어 선거 요건을 확장하여, 적용 대상 언어 소수자 중 한 명이라도 10,000명 이상을 포함하는 관할권을 포괄하도록 했다.:50–51 이는 필라델피아, 샌프란시스코, 로스앤젤레스와 같은 주요 도시에 영향을 미쳤다.:1486–1487 마지막으로, "예약 경계가 주 또는 카운티 경계보다 앞서 있으며 종종 일치하지 않는다는 역사적 사실"을 인정하여, 이 법안은 인디언 보호구역에 거주하는 아메리카 원주민 언어 소수 유권자를 위한 대체 적용 공식을 만들었다.:225–226
이 법안은 1982년 수정안보다 더 많은 의회의 반대를 받았는데, 대부분 공화당원으로부터였다. 찬성론자들은 이중 언어 지원 부족이 최근 귀화한 시민들의 투표권 행사를 방해했으며, 미국은 언어적 다원성을 수용하는 역사를 가지고 있다고 주장했다. 반대론자들은 선거권법이 언어 소수자를 보호하기 위한 것이 아니었으며, 이중 언어 지원 조항이 비용이 많이 드는 재원 미지원 의무라고 주장했다.:26 반대론자들은 법안을 약화시키기 위해 몇 가지 수정안을 제안했는데, 여기에는 연장을 5년으로 제한하는 것, 연방 정부가 이중 언어 투표 자료 비용을 지불하도록 요구하는 것, 이중 언어 조항을 완전히 삭제하는 것 등이 포함되었다. 이러한 수정안은 실패했으며, 의회는 대부분 민주당의 지지로 법안을 통과시켰다. 하원은 237대 125로 통과시켰고, 상원은 75대 20으로 통과시켰다. 조지 H. W. 부시 대통령은 1992년 8월 26일 이 법안에 서명했다.

## 2006
의회는 2007년에 만료될 예정이었던 특별 조항에 대해 2006년에 재고했다. 시민권 단체들은 특별 조항의 갱신 및 강화를 옹호했다.:206 원칙적으로 민주당은 특별 조항 갱신을 일반적으로 지지했다. 그러나 공화당이 의회 양원과 대통령직을 장악하고 있었으며, 많은 공화당원들은 사전 승인 요건이 주권과 색맹주의 원칙에 대한 모욕이라고 생각했다.:180 더욱이 보수주의자들은 특별 조항의 주요 수혜자가 아프리카계 미국인이며, 이들은 압도적으로 그리고 점점 더 민주당 후보들에게 투표하고 있다고 믿었다.:207 그러나 공화당은 일부 언어 소수 집단, 특히 히스패닉계와 아시아계 미국인으로부터 증가하는 지지를 받고 있었고, 특별 조항을 재승인하지 않음으로써 그러한 지지를 잃을 위험을 감수하고 싶지 않았다.:208 공화당원들은 또한 이 법이 관할 지역이 민주당 지지 성향의 인종 소수자들을 몇몇 선거구에 몰아넣도록 요구함으로써 공화당 후보들이 당선되는 데 종종 도움이 된다는 점을 인정했다. 또한 미국 하원 사법위원회 위원장인 짐 센센브레너 (공화-위스콘신)는 특별 조항 재승인을 강하게 원했으며, 2006년 말에 위원장직이 만료되기 전에 재승인 법안을 통과시키기 위한 초기 노력을 이끌었다. 따라서 입법 과정 초기에 특별 조항 재승인에 대한 합의가 형성되었다.:180–181
2005년, 미국 하원 사법위원회 헌법 및 민사 정의 소위원회는 선거권법 수정에 대한 청문회를 개최하기 시작했다. 청문회에서 특별 조항 재승인에 반대하는 증언은 거의 없었으며, 위원회는 주로 투표에서의 차별 증거를 수집하는 데 집중했다.:181–182 의회의 투표 차별에 대한 증거 기록은 특히 중요하게 여겨졌는데, 의회는 대법원 판례 보에르네 대 플로레스 (1997) 및 그 후속 판례에 따라, 재건 수정안을 시행하기 위해 통과된 법안이 헌법 위반을 해결하거나 방지하는 데 "일치하고 비례적"임을 입증해야 한다고 믿었기 때문이다. 이를 입증하기 위해 위원회는 특별 조항이 투표에서의 인종 차별을 퇴치하는 데 일반적으로 성공적이었지만, 더 이상 필요하지 않을 만큼 성공적이지는 않았음을 입증할 증거를 수집해야 했다. 일치 및 비례 기준, 정치적 제약, 그리고 대법원이 이전에 특별 조항이 합헌이라고 판결한 것에 대한 불확실성을 고려하여, 위원회는 적용 공식을 수정하지 않고 특별 조항을 재승인하기로 결정했다.:192–194 위원회는 궁극적으로 이러한 재승인을 지지하는 네 가지 유형의 증거를 기록에 포함시켰다: 적용 대상 관할권과 비적용 대상 관할권의 소수자 유권자 등록률, 투표율, 선출직 공직 보유율을 보여주는 통계; 사전 승인 과정에서 적용 대상 관할권과 미국 법무부의 행동을 보여주는 통계; 적용 대상 관할권에서의 투표 차별 사례; 그리고 적용 대상 관할권과 비적용 대상 관할권에서 성공적인 섹션 2 소송을 비교하는 데이터.:195
2006년 5월 2일, 센센브레너 하원의원은 패니 루 해머, 로자 파크스, 코레타 스콧 킹 선거권법 재승인 및 수정안 2006년 법안을 발의했다. 이 법안은 특별 조항을 25년 연장하고 적용 공식을 변경하지 않은 채 유지할 것을 제안했다. 이 법안은 또한 최근 대법원 판례 두 건을 뒤집기 위해 법을 수정할 것을 제안했다: 리노 대 보시어 패리시 학군 교육위원회 (2000), 이는 섹션 5를 "퇴보적" 목적(다른 차별적 목적 대신)으로 제정되거나 유지된 투표 변경을 금지하는 것으로 해석했다. 그리고 조지아 대 애쉬크로프트 (2003), 이는 소수 집단이 선호하는 후보를 선출할 수 있는지 여부만을 평가하는 것보다 섹션 5에 따라 재구획 계획이 허용되지 않는 효과를 가졌는지 여부를 판단하기 위한 더 광범위한 테스트를 확립했다.:207–208 법안 통과는 사실상 확실했지만, 몇몇 공화당 의원들은 하원 본회의에서 법안을 수정하려고 시도했다. 린 웨스트모어랜드 (공화-조지아) 하원의원이 이끄는 한 의원 그룹은 재승인이 오래된 차별을 이유로 특정 관할권을 불공평하게 겨냥한다고 주장했다. 스티브 킹 (공화-아이오와) 하원의원이 발의한 서한에 80명의 의원들이 서명하여, 법의 이중 언어 선거 요건이 비용이 많이 드는 재원 미지원 의무를 구성한다고 주장했다. 법안에 대한 모든 제안된 수정안은 실패했지만, 세 가지는 공화당 의원총회 과반수의 지지를 받았다. 이러한 수정안들의 실패 후, 하원은 2006년 7월 13일 390대 33으로 법안을 통과시켰다. 주목할 점은 이 투표에는 이전에 실패한 수정안에 찬성했던 많은 공화당원들이 포함되었다는 것이다.
그 직후 상원은 2006년 7월 20일 만장일치로 수정 없이 98대 0으로 법안을 통과시켰다. 그러나 위원회를 만장일치로 통과한 법안으로서는 전례 없는 일로, 단 한 정당의 상원의원들, 즉 공화당원들만이 법안의 상원 위원회 보고서에 서명했으며,:178 보고서는 법안 통과 6일 후에야 제출되었다. 상원 보고서는 하원 보고서와 상당한 차이가 있었으며, 상원 민주당원들은 그들 자신의 성명에서 법안의 합헌성을 위태롭게 할 수 있는 증거를 강조했다고 믿는 상원 보고서의 일부에 반대했다.:186–189 위원회 보고서가 제출된 다음 날, 조지 W. 부시 대통령은 2007년 만료일보다 1년 앞선 2006년 7월 27일 백악관 사우스 론에서 오전 서명식에서 법안에 서명했다. 서명식에 참석한 관객으로는 마틴 루터 킹 주니어와 로자 파크스의 가족, 앨 샤프턴 목사와 제시 잭슨 목사, NAACP 회장 줄리안 본드 및 기타 시민권 지도자들이 포함되었다.

## 제안된 내용
1965년 선거권법을 수정하려는 많은 제안은 실패했거나 의회에 계류 중이다. 2013년 대법원은 셸비 카운티 대 홀더 판결에서 선거권법의 적용 공식을 무효화했다. 새로운 적용 공식을 만들기 위한 몇 가지 법안이 제안되었다. 2014년에 선거권 수정 법안이 의회에 제출되어 새로운 적용 공식을 만들고 다른 여러 조항을 수정했다. 이 법안은 2015년 2월 11일 헌법 및 민사 정의 하원 소위원회에 회부되었지만, 아무런 조치도 취해지지 않고 만료되었으며, 2017년에 만료되었다. 2019년에 다시 짐 센센브레너 (공화-위스콘신)와 존 코니어스 주니어 (민주-미시간) 하원의원은 선거권법을 업데이트하기 위한 초당적 법안을 발의했다. 이 법안이 제안한 적용 공식은 유권자 차별의 역사를 가진 13개 주(앨라배마, 조지아, 미시시피, 텍사스, 루이지애나, 플로리다, 사우스캐롤라이나, 노스캐롤라이나, 아칸소, 애리조나, 캘리포니아, 뉴욕, 버지니아)를 포괄할 것이다. 2019년 12월 6일, 하원은 228대 187로 법안에 찬성 투표했다. 펜실베이니아의 브라이언 피츠패트릭 하원의원만이 유일하게 공화당원으로서 법안을 지지했다. 상원에서 통과되었더라도 도널드 트럼프 대통령은 거부권을 행사할 것이라고 위협했다.
국민을 위한 법안은 제117대 미국 의회에서 다시 H.R. 1으로 재발의되었고, 2021년 3월 3일 하원에서 220대 210의 근소한 차이로, 거의 당론에 따라 통과되었다. 모든 공화당원은 반대했고, 한 명을 제외한 모든 민주당원은 찬성했다. 국민을 위한 법안은 현재 상원 표결을 기다리고 있는데, 상원은 민주당과 공화당이 50대 50으로 나뉘어 있으며, 부통령 카멀라 해리스가 캐스팅 보트를 쥐고 있지만, 공화당의 상원 필리버스터 사용으로 법안이 표결에 부쳐지는 것이 위협받고 있다.
존 루이스 투표권법은 셸비 카운티 대 홀더 판결로 무효화된 1965년 선거권법 섹션 5의 현재 적용 공식을 대체할 새로운 적용 공식을 만들 예정이며, 현재 하원 표결을 기다리고 있다. 이 법안은 민주당의 광범위한 지지와 공화당의 광범위한 반대 속에 통과될 것으로 예상된다.

## 더 읽어보기
- Garrett, R. Sam (2023년 4월 25일). The Voting Rights Act: Historical Development and Policy Background (보고서). 미국 의회조사국. 2024년 1월 19일에 확인함.